# 全日出版
株式会社全日出版社（ぜんにちしゅっぱんしゃ）は、日本の出版社。東京都渋谷区に本社をおく出版社である。

## 概要
「電気設備工事積算実務マニュアル」「機械設備工事積算実務マニュアル」「建築工事積算実務マニュアル」など建築工事の積算関係や電気工学、電気工事業の安全管理、実務マニュアルを中心とする専門図書を出版する。

## 所在地
- 本社：東京都渋谷区西原3-32-6グランメール上原202